# See See Rider
Der See See Rider Blues (Titelvarianten: See See Rider  oder C. C. Rider, selten auch Easy Rider oder Cee Cee Rider) ist ein von Ma Rainey zusammen mit Lena Arrant geschriebener Blues. Rainey nahm den Titel, der inzwischen zu den Blues- und Jazzstandards gehört und sich zu einem der am häufigsten aufgenommenen Bluessongs entwickelte, 1924 auf.

## Form und Inhalt des Songs
See See Rider gilt als „der Prototyp des 12-taktigen Blues, der sich in drei gleich langen Teilen von der Tonika über die Subdominante zur Dominante hangelt und dies (in einem AABA-Schema) wiederholt.“ Im Text geht es um eine betrogene Frau, die den Verlust nicht hinnimmt, sondern auf Gegenwehr sinnt. So heißt es: „Sieh, was Du mir getan hast: Ich habe dich geliebt, und nun ist Dein Mädchen wiedergekommen. Ich werde mir eine Knarre kaufen, die so lang ist wie ich, meinen Freund erschießen und mich vor eine Kanone werfen.“

## Entstehungsgeschichte
Die 37-jährige Bluessängerin Ma Rainey erhielt im Dezember 1923 bei dem kleinen Label Paramount Records einen Plattenvertrag. Die acht Titel, die noch im selben Monat entstanden, enthielten das Wort Blues als Bestandteil, die erste Single war Bo Weevil Blues/Last Minute Blues (#12080). Insgesamt hatte sie elf Singles veröffentlicht, bis der See See Rider Blues/Jealous Hearted Blues im Januar 1925 als zwölfte Single auf den Markt kam.
Es gibt eine Vielzahl von Deutungen, wie Titel und Text auszulegen sind. So soll die Abkürzung „C. C. Rider“ für die kanadische Whiskeymarke „Canadian Club“ stehen, die in den Südstaaten in den 20er Jahren populär war. Eine andere Version geht davon aus, dass ein umherziehender Gitarrenspieler gemeint ist, der im Chitlin’ Circuit (C. C.) des Mississippi-Deltas reiste. Andere Autoren wollen einen Hobo (ein auf Güterzügen illegal mitfahrender Passagier) erkennen, der in den Zügen der Colorado Central mitfährt.
Ma Raineys Originaltext gibt für diese Thesen nichts her, er handelt vielmehr von einer Dreiecksbeziehung, der die Sängerin durch Pistolengebrauch gegen ihre Rivalin ein Ende bereiten will. „See see“ ist die ausgesprochene oder gesungene Form der Abkürzung C. C. Rider, kann jedoch auch im Sinne von „sehen“ verstanden werden. So wird sie auch in der Textzeile „see what you have done“ („sieh, was du angestellt hast“) verwendet. Doppeldeutigkeiten erschweren eine sichere Interpretation. Paul Ackerman interpretiert ihn als die typische Form der partnerschaftlichen Untreue. Es ist auch möglich, dass C. C. Rider für den Easy Rider steht, den sexuellen Partner. Big Bill Broonzy zufolge sei der Song bereits 1908 entstanden und handle in seiner Ursprungsfassung von einem Mann, der mit einem Frachtkahn auf dem Mississippi unterwegs ist.
Bei ASCAP ist die Komposition als See See Rider jedenfalls für Gertrude Rainey und Lena Arrant registriert (Arrant hat auch den Jelly Bean Blues verfasst). Sandra Robin Lieb vermutet in ihrer Biographie über Ma Rainey, dass Arrant nicht die Komponistin des Songs ist, aber mehrere gereimte Couplet-Zeilen zu C. C. Rider beigesteuert hat.

## Aufnahme und Veröffentlichung
Der Song entstand am 16. Oktober 1924 in New York erneut für das Paramount-Label (#12252). Begleitet wird Rainey unter der Bezeichnung „Ma Rainey & Her Georgia Jazz Band“ von dem jungen Louis Armstrong (Cornett), Klarinettist Buster Bailey, Fletcher Henderson (Piano), Charlie Dixon (Banjo) und Charlie Green (Posaune). Armstrong, Bailey und Dixon waren zu jener Zeit Mitglieder in Fletcher Hendersons Band. Nach Veröffentlichung im Januar 1925 erreichte der Titel Rang 14 der amerikanischen Hitparade und wurde Raineys einzige Chartplatzierung aller Singles. Rainey nimmt danach bis September 1928 noch weitere 35 Singles für Paramount auf, bis sie ihre Plattenkarriere beendet.

## Coverversionen

Wee Bea Booze – See See Rider Blues

Anzahl und Bedeutung der Coverversionen haben mit zum Klassikerstatus des Songs beigetragen. Der Titel wurde stilübergreifend im Blues, Jazz und Pop gecovert. Ersichtlich erstes Cover stammt von Ma Raineys Labelkollegen Blind Lemon Jefferson (unter dem Titel Easy Rider Blues), aufgenommen am 15. März 1927. Alfred Lewis folgt mit dem Easy Rider’s Blues (5. Mai 1930), Big Bill Broonzy nimmt ihn zweimal auf (als Big Bill; 19. Oktober 1934 und 17. Februar 1956), Georgia White steht mit dem Bluestitel am 15. Juli 1935 im Tonstudio. Leadbelly hat den Titel gleich mehrfach aufgenommen, erstmals am 13. Februar 1935 mit seiner 12-Saiten-Gitarre im Bottleneck-Stil (danach am 17. Juni 1940 und noch dreimal, letzte Aufnahme vom 15. Oktober 1948). „Wee“ Bea Booze (26. März 1942) war die erste und einzige, die den Song nach Veröffentlichung im November 1942 für 4 Wochen auf Rang #1 der noch neuen R&B-Charts transportierte. Eine der ersten Plattenaufnahmen für Ray Charles war See See Rider (mit dem Ray Charles Trio) im Mai 1950 beim Label Swing Time (#217).
Im Jazz haben Ella Fitzgerald und Duke Ellington ebenso wie die Organisten Jimmy Smith (1959) und Jimmy McGriff, aber auch Donald Byrd und J. J. Johnson und sogar Archie Shepp und Yusef Lateef C. C. Rider aufgenommen.
Eine Doo-Wop-Version spielten Sonny Til and the Orioles am 8. Juli 1952 als B-Seite von Don’t Cry Baby ein; Chuck Willis brachte eine interessante Rhythm-&-Blues-Fassung auf den Markt (31. Januar 1957), die an Rang 12 in den Pop-Charts notierte. LaVern Baker erreichte mit der am 26. September 1962 entstandenen Version Rang 34 der Pop-Charts und Platz 9 der R&B-Hitparade, Peggy Lee nahm ihn für die LP Sugar-n-Spice (Oktober 1962) auf. B. B. King (22. Juni 1965) kam mit seiner Version nicht in die Charts.

Ray Charles Trio – See See Rider
Jimmy Smith – See See Rider
Eric Burdon & The Animals – See See Rider
Billy Storm – Cee Cee Rider

Die stark Rhythm-&-Blues-orientierten Eric Burdon and the Animals hatten im Juli 1966 in New York unter dem Produzenten Tom Wilson eine Aufnahmesession zusammen mit Frank Zappa, aus der eine verkürzte Version von See See Rider / She’ll Return it (MGM #K13582) auf Single gepresst wurde und bis auf Rang 10 in den USA vordrang. In Kanada erreichten die Animals hiermit sogar die Spitzenposition der Hitparade. Nach dieser Single benannten sie sich in Eric Burdon & The Animals um. Mitch Ryder & The Detroit Wheels koppelten C. C. Rider mit Jenny Take a Ride als Medley im Januar 1966, Joe Tex nahm den Titel bereits am 10. September 1965 auf, er gelangte jedoch erst im Juli 1967 als B-Seite von A Woman’s Hands auf den Markt. Elvis Presley hat den Song live am 17. Februar 1970 im International Hotel von Las Vegas aufgenommen und ihn fortan als opener seiner dortigen Live-Shows verwendet.
Coverinfo listet 88 Versionen auf.